# Église Saint-Martin de Crouy-sur-Cosson
L'église Saint-Martin est l'église paroissiale de Crouy-sur-Cosson, dans le département de Loir-et-Cher.

## Histoire
La première église, construite à la fin du XIe siècle, comprenait une nef rectangulaire, un chœur étroit et une abside semi-circulaire. 
Vers les XVe et XVIe siècles, une chapelle seigneuriale y est rajoutée. L'abside en cul-de-four est isolée du chœur par l'installation d'un retable, elle devient alors une sacristie. Sur les murs se trouvent  des peintures qui représente le Christ, saint Pierre, peut-être saint Jean, ainsi que deux autres apôtres.
Elle fait l’objet d’une inscription au titre des monuments historiques depuis le 26 septembre 2007.